# 우아누코주

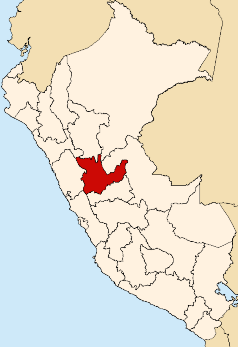
우아누코 주의 위치

우아누코주(스페인어: Departamento de Huánuco)는 페루 중부에 위치한 주로 주도는 우아누코이며 면적은 36,848.85km2, 인구는 730,871명(2005년 기준)이다.
북쪽으로는 라리베르타드 주와 산마르틴 주, 로레토 주, 동쪽으로는 우카얄리 주, 남쪽으로는 파스코 주, 서쪽으로는 리마 주, 앙카시 주와 접한다. 11개 군과 76개 구를 관할한다.